# Permisivní společnost
Permisivní společnost je společnost, ve které se sociální normy značně zliberalizovaly, zejména pokud mluvíme o postoji společnosti k sexuální svobodě. V této společnosti se mění pohled většiny na to, co je chápáno jako deviace. Za heslo této společnosti můžeme považovat "žij a nech žít", což je vlastně jeden ze základních principů liberalismu.

## Charakteristika
Tolerantní společnost můžeme chápat jako součást svobodné společnosti. Je založena na politice a filozofii liberalismu, který vznikl v 19. století. Její základní myšlenka je svoboda jednotlivce a tolerance. V téhle společnosti může jednotlivec na denní bázi uplatňovat svoji svobodu, aniž by rušil svobodu ostatních. V období permisivní společnosti se liberalismus projevoval hlavně zvýšením tolerance k sexuálním menšinám, či shovívavějším postojem k marihuaně.
- Sexuální svoboda je zvýšená. To zahrnuje svobodu účastnit se sexuálních aktivit, které byly dříve považovány za nepřijatelné nebo volnější podmínky pro zobrazení sexuálního materiálu ve filmech, či umění.
- Síla náboženských skupin ustupuje, na vzestupu jsou myšlenky sekularismu.
- Permisivní = vyznačuje se velkou nebo přílišnou volností chování[4]

Mluvíme tu o společnosti, která stanovuje menší společenské opěrky než dřívější společnost, které se projevovali jak v soukromém tak i veřejném jednání, zde zejména v sexuálním chováním.
Zdá se, že se sexuální témata se projevují více, když lidé mají velkou prosperitu a volný čas, nebo když jsou v hrozném stresu, jako za války.
Psychologové vidí nedostatek čistoty jako symptom vzpoury proti autoritářství, jako protest proti mnoha tlakům moderní společnosti, a nahotu jako symbolické osvobození.

## Historie
Počátky permisivní společnosti můžeme hledat po skončení druhé světové války v Americe a v západní Evropě, kdy se do popředí začala dostávat jiná témata a probíhala globalizace. Za výrazný posun k permisivní společnosti se považuje sexuální a sociální revoluce během 60. let. Do té doby byly homosexuální svazky, či dekriminalizace lehkých drog pro společnost absolutně nepřijatelné. Některé církve se dokonce snažily homosexualitu léčit a považovaly ji za nemoc. Po těchto revolucích začala být společnost tolerantnější v problematice homosexuality, svobody jednotlivce či drog.  Společnost se postupně zbavovala předsudků a začala lépe snášet odlišnosti mezi lidmi. Termín permisivní společnost byl původně užíván jako hanlivý výraz těmi, kteří věřili, že sexuální promiskuita ve společnosti je příliš vysoká. Během let 1970 až 1980 někteří britští sociologové zaujali více skeptický přístup k otázce šedesátých let "permisivní společnosti" a upozorňovali, že proběhla jen novelizace a částečná úprava nařízení, které byly dříve považované za nezákonné. Například Sexual Offenses Act (1967) sice dekriminalizoval homosexualitu, ale jen pro lidi starších 21 let. Podobně to bylo i u Abortion Act (1967), který umožňoval potraty, ale jen za jistých podmínek jako byly lékařské zprávy, a to jen do jistého časového limitu od oplodnění.
Tyto částečné změny však byly počátkem pozdějších významných reforem v těchto oblastech, což můžeme vidět v zemích jako je Kanada, Austrálie, Nový Zéland či USA. V Austrálii parlament přijal zákon o legalizaci prostituce a některé státy USA dokonce zlegalizovaly marihuanu. Velký vzrůst permisivní společnosti nastal v 60 letech v USA v době hippies. V době sexu, drog a rock n rollu.

## Kritika
Ačkoliv mnozí vnímají tolerantní pohled společnosti jako pozitivní, sociální konzervativci tvrdí, že permisivní společnost ničí mravné, morální a sociálně-kulturní struktury nezbytné pro civilizovanou společnost. V tradičních společnostech, kde hraje náboženství stále významnou roli při tvorbě legislativy a formování společnosti, je vlna odporu ještě silnější. V těchto společnostech právní řád neumožňuje eutanazii, vznik homosexuálních svazků, omezuje interrupci, či tvrdě postupuje proti dekriminalizaci marihuany v zájmu ochrany hodnot. Ke značně konzervativnějším zemím můžeme zařadit Polsko, Rusko nebo Slovensko.

## Permisivita a média
Nejdramatičtější vzhled "nové tolerance", se nachází v oblasti zábavy: divadla, filmu, televizi a brožované beletrie
Vstoupili jsme do nové kulturní éry, v níž sex má být ústředním bodem života společnosti; ve kterém nekonečná sexuální stimulace má být způsob života; v němž sexuální zdatnost je téměř symbole společenského postavení
Každá dřívější společnost měla nějakého autora který se zabýval tématem ať už lehké erotiky nebo dokonce čisté pornografie a to od dob starověkého Říma přes Alžbětinckou Anglii až po dnešek.(1)
Móda projevující se zejména zjevnou sexualitu moderního oblečení, jakoby návrháři vysoké módy soutěžili spolu navzájem kdo ukáže více ženského těla.
Právo na větší sexuální svobodu je vnímána jako součást svého kulturního dědictví z jejich celkové společenské emancipace.
Jeden vnímavý analytik generace hippie tvrdí, přesvědčivě si myslím, že jejich vzpoura vyjadřuje jejich celkový pocit odcizení od kultury a étosu společnosti, ve které žijí.
Když se soustředíme na současné odchylky od sociálních a etických norem, můžeme s nadsázkou říct ,že věci nebyly nikdy horší.